# سرکش (فیلم)
سرکش فیلمی به کارگردانی و نویسندگی صمد صباحی محصول سال ۱۳۴۳ است.

## خلاصه داستان
نریمان و افرادش در گردنهٔ پاوه به قتل و غارت مشغولند…

## محل فیلم‌برداری

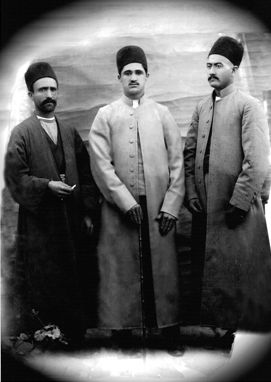

m|سیف‌الله‌خان بهمنی نفر وسط مالک باغچه مشهور، در کنار ستارخان و باقرخان
در افواه شایع بود که بخشی از فیلم سرکَش در باغچه‌ای ویلایی و مصفّا در شهر بهار که در آن زمان دهستان و مرکز بخش بود فلیمبردرای شده. هنوز هم برخی از افراد کهن‌سال یاد و خاطرهٔ حضور هنرمندان به‌ویژه بیک را در خاطر دارند. ظاهراً هنرمندان در سال ۱۳۴۳ دو سه ماه تابستان را در باغچه معروف به باغچه‌بهمنی که اکنون تماماً تبدیل به خانه و خیابان شده است، مهمان بهاری‌ها بوده‌اند.

## بازیگران
- رضا بیک ایمانوردی
- دیانا
- سهیلا
- محمدرضا فاضلی
- اکبر هاشمی
- حسن شاهین
- ملک پور
- انوری
- رضا بانکی
- نریمان